# Klapmuts (plaats)
Klapmuts is een dorp in de Zuid-Afrikaanse provincie West-Kaap. Klapmuts behoort tot de gemeente Stellenbosch dat onderdeel van het district Kaapse Wynland is.